# George Ise
Johann George Ise (* 12. September 1763 in Ehringen; † 29. Januar 1833 in Landau) war ein deutscher Stadtschreiber, Bürgermeister und Landstand des Fürstentums Waldeck.

## Leben
Ise war der Sohn des Schneidermeisters und Kastenmeisters Johann Christoph Ise (* 22. Oktober 1724 in Ehringen; † 18. Mai 1795 ebenda) und dessen Ehefrau Anna Martha geborene Hobel (* 5. Oktober 1731 in Viesebeck; † 12. März 1781 in Ehringen). Er war evangelisch und heiratete am 13. November 1791 in Elmarshausen Christiane Elisabeth Bock (* 14. März 1775 in Elmarshausen), die Tochter des herrschaftlich von Malsburgschen Försters in Elmarshausen Johann Heinrich Bock, (1775) und der Henrietta Elisabeth Ihle.
Ise wurde 1785 Amtsschreiber und später Stadtschreiber in Landau. Zum Jahresende 1814 wurde er zum provisorischen Fruchterheber ernannt. Ab 1817 war er Hofgerichtskanzlist am Hofgericht Korbach und konnte daher nicht mehr als Untererheber der Fürstlichen Gelder in Rhoden wirken.
Von 1797 bis 1799 und erneut (1814) bis Herbst 1816 war er Bürgermeister der Stadt Landau. Von 1797 bis 1799, vom 15. Februar bis (Herbst) 1814 und erneut von (Herbst) 1815 bis (Herbst) 1816 war er als Bürgermeister der Stadt Landau Landstand des Fürstentums Waldeck.